# Катюша (прозвище оружия)

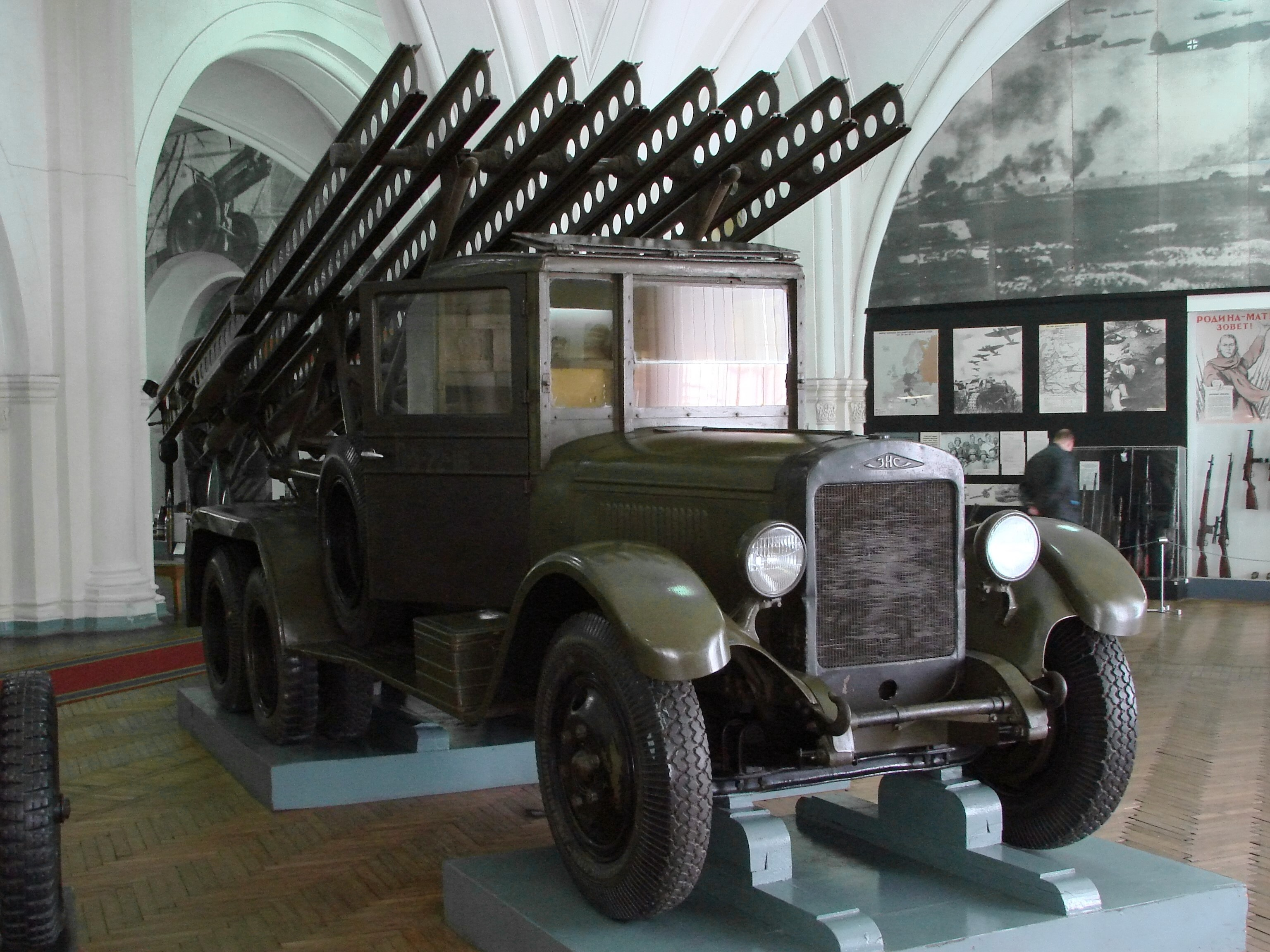
БМ-13-16 «Катюша» в ВИМАИВиВС, Санкт-Петербург

«Катю́ша» (в советской литературе часто встречается и написание со строчной буквы) — появившееся во время Второй мировой войны 1939—1945 годов неофициальное название бесствольных систем полевой реактивной артиллерии (в первую очередь и первоначально — БМ-13, а впоследствии также БМ-8, М-31 и других). Такие установки активно использовались РККА во время Великой Отечественной войны. Популярность прозвища оказалась столь большой, что «Катюшами» в разговорной речи стали нередко именовать и послевоенные РСЗО на автомобильных шасси, в частности БМ-14 и БМ-21 «Град». Впоследствии, по аналогии с «Катюшей», прозвище «Андрюша» было дано советскими бойцами и другой установке реактивной артиллерии БМ-31-12, но это прозвище не получило столь широкого распространения и популярности.

## История создания оружия

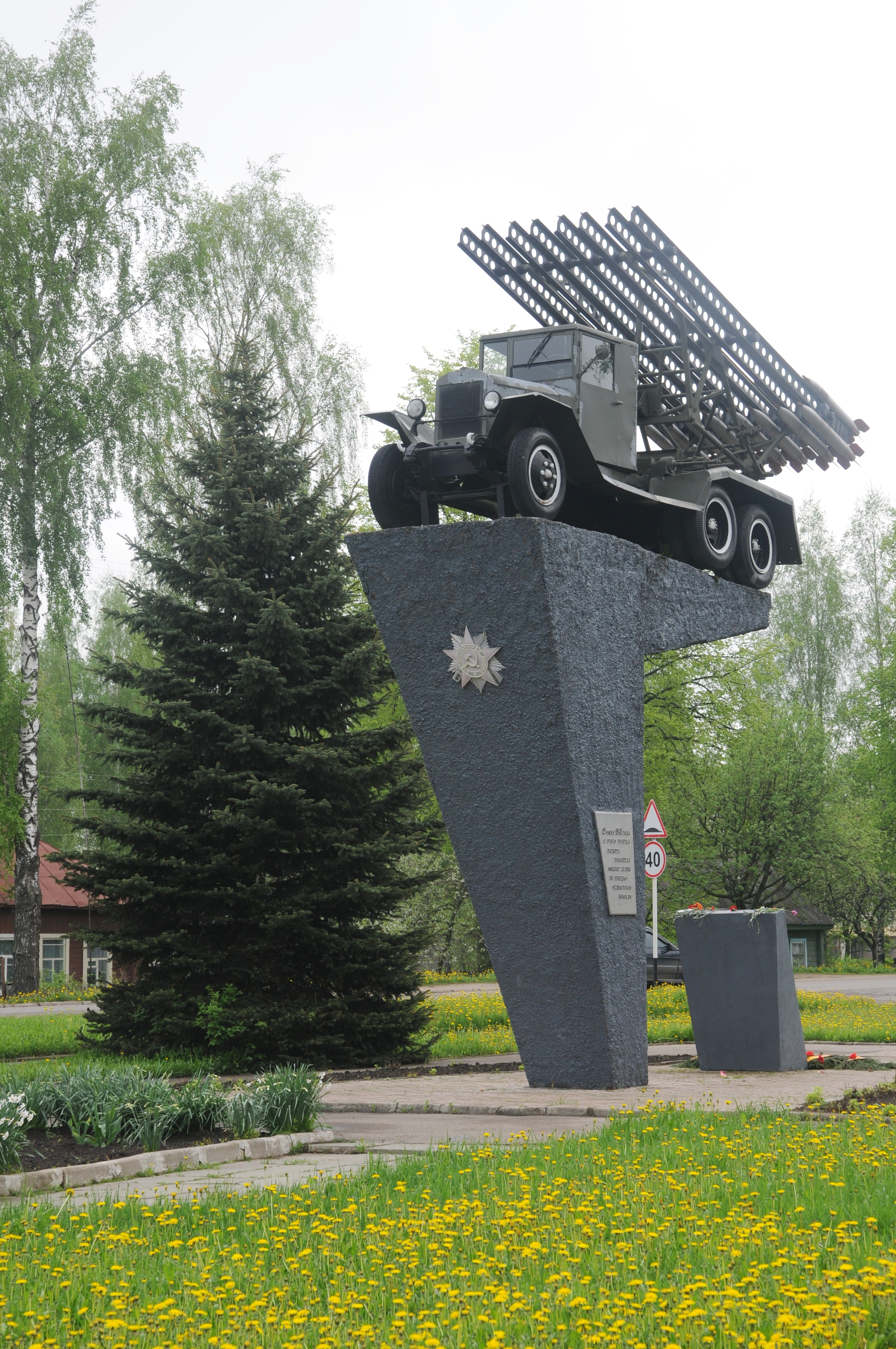
Монумент «Катюша» в городе Рудня, посвящённый первой в СССР ракетной батарее капитана И. А. Флёрова

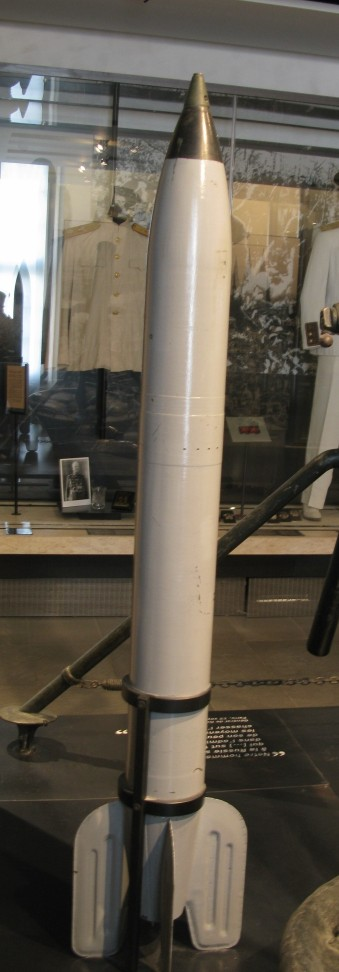
Снаряд M-13

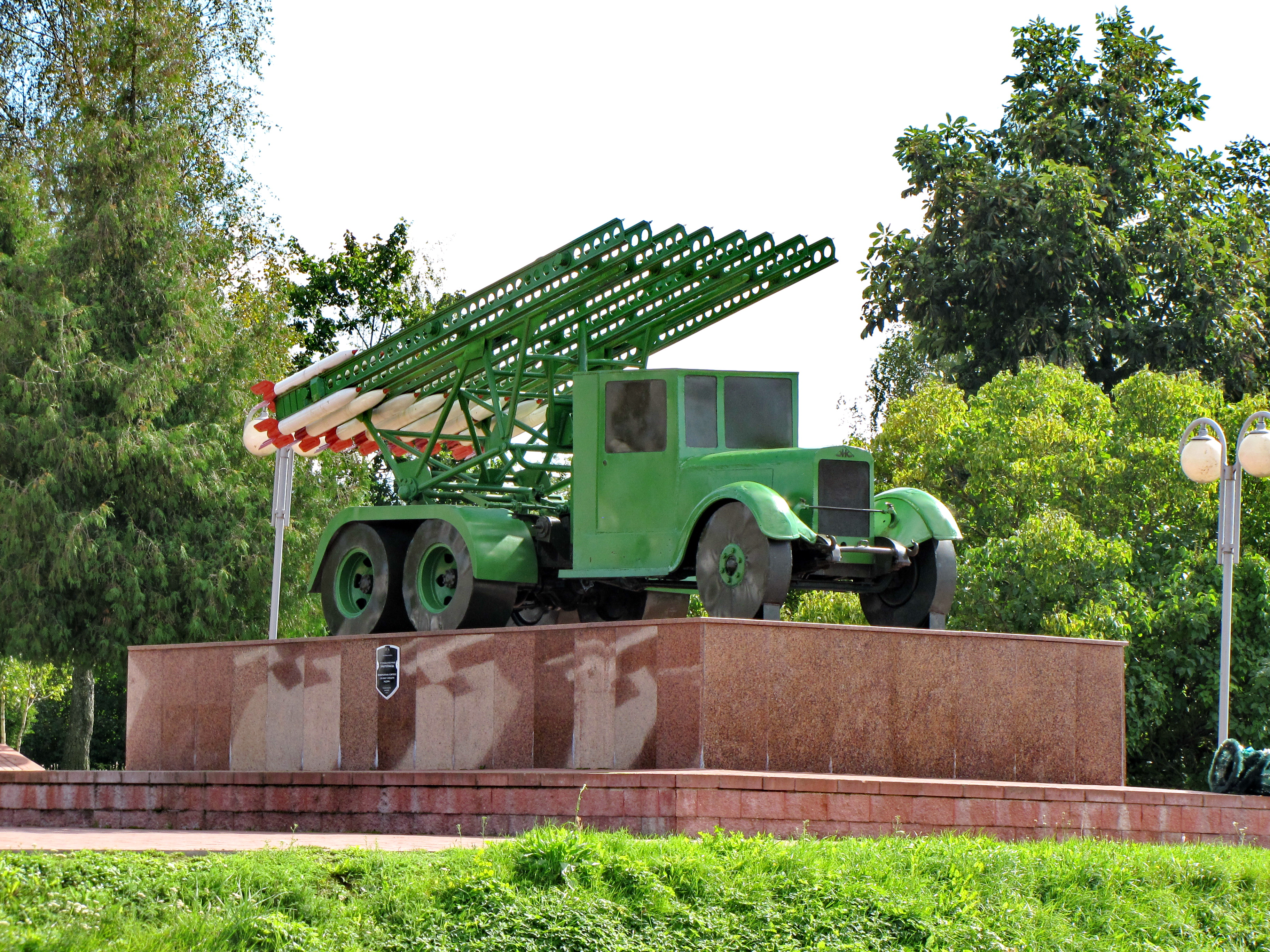
Мемориальный комплекс «Катюша» в г. Орше. Макет БМ-13 собран с использованием оригинальных деталей гвардейского миномёта и настоящего грузовика ЗиС-6

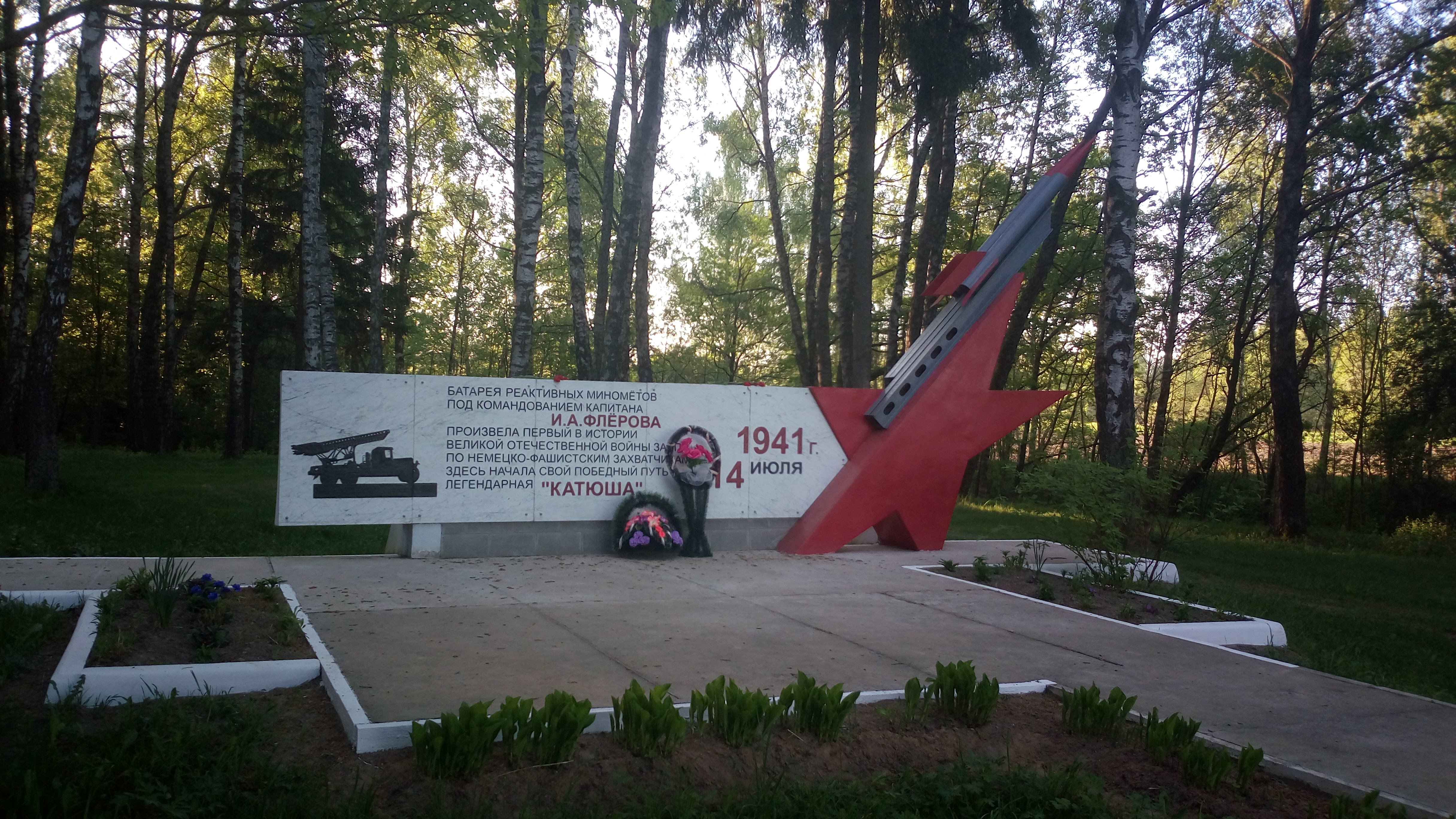
Мемориальный комплекс (1 км северо-восточнее д. Пищалово, Оршанский район). Место одного из первых применений установки БМ-13 «КАТЮША»

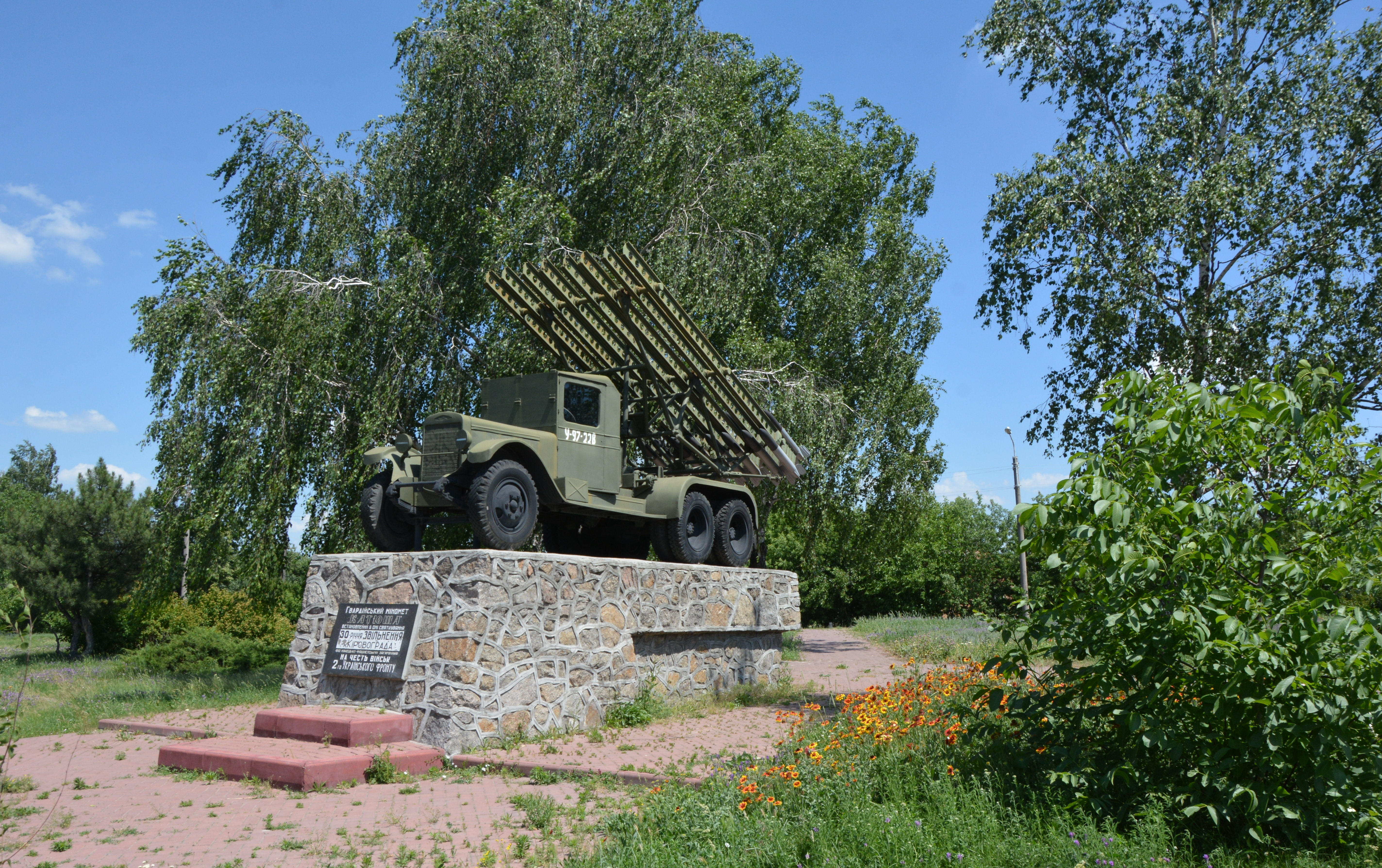
Памятник в городе Кропивницкий

В 1921 году сотрудники Газодинамической лаборатории (ГДЛ) Н. И. Тихомиров и В. А. Артемьев приступили к разработке реактивных снарядов для самолётов.
В 1929—1933 годах Б. С. Петропавловский и другие сотрудники ГДЛ проводили официальные испытания реактивных снарядов различных калибров и назначения с использованием многозарядных и однозарядных авиационных и наземных пусковых станков.
В 1937—1938 годах реактивные снаряды, разработанные РНИИ под руководством Г. Э. Лангемака, приняты на вооружение РККВФ. Реактивные снаряды РС-82 калибра 82 мм устанавливали на истребителях И-15, И-16, И-153. Летом 1939 года РС-82 на И-16 и И-153 успешно применялись в боях с японскими войсками на реке Халхин-Гол.
В 1937 г. как «детище» Тухачевского Реактивный научно-исследовательский институт подвергся репрессиям («чистке»), многие сотрудники, участвовавшие в разработке, были расстреляны (по приказам, завизированным Сталиным, Молотовым и другими руководителями СССР), в том числе Г. Э. Лангемак и И. Т. Клейменов, а С. П. Королёву расстрел был заменён 8-летним сроком ИТЛ на Колыме.
В 1938—1941 годах в НИИ № 3 НКБ (с 1938, бывший РНИИ) под руководством главного конструктора А. Г. Костикова инженеры И. И. Гвай, В. Н. Галковский, А. П. Павленко, Р. И. Попов, Н. И. Тихомиров, В. А. Артемьев, А. Ю. Крутецкий и др. создали многозарядную пусковую установку, смонтированную на грузовом автомобиле.
В марте 1941 года были успешно проведены полигонные испытания установок, получивших обозначение БМ-13 (боевая машина со снарядами калибра 132 мм). Реактивный снаряд М-13 калибра 132 мм и пусковая установка на базе грузового автомобиля ЗИС-6 БМ-13 были приняты на вооружение 21 июня 1941 года; именно этот тип боевых машин и получил впервые прозвище «Катюша». Впервые установки БМ-13 были опробованы в боевых условиях в 10 часов утра 14 июля 1941 года. Батарея капитана Флёрова, который принимал участие в создании БМ-13, обстреляла вражеские войска и технику на железнодорожном узле города Орша. С весны 1942 года реактивный миномёт устанавливался преимущественно на ввозимые по ленд-лизу английские и американские полноприводные шасси. Наиболее известным среди них стал Studebaker US6. На протяжении Великой Отечественной войны было создано значительное количество вариантов снарядов РС и пусковых установок к ним; всего советская промышленность за годы войны произвела примерно 10 000 боевых машин реактивной артиллерии.
Указом Президента СССР М. С. Горбачёва от 21 июня 1991 И. Т. Клеймёнову, Г. Э. Лангемаку, В. Н. Лужину, Б. С. Петропавловскому, Б. М. Слонимеру и Н. И. Тихомирову посмертно было присвоено звание Героев Социалистического Труда.

## Происхождение прозвища
Нет единой версии, почему БМ-13 стали именоваться «Катюшами». Существует несколько предположений. Наиболее распространёнными и обоснованными являются две версии происхождения прозвища, не исключающие друг друга:
- По названию ставшей популярной перед войной песни Блантера на слова Исаковского «Катюша»[2][4]. Версия убедительная, поскольку батарея капитана Флёрова стреляла по врагу, сделав 14 июля 1941 года залп по Базарной площади города Рудня, поддержавшего танкистов сводного танкового батальона Адильбекова[8][9], прикрывавшего отступление частей и нескольких штабов корпусов с Коневым и Ерёменко, дислоцировавшихся в Рудне. Это было первое боевое применение «Катюш», подтверждаемое и в исторической литературе, в частности, маршалом Андреем Ерёменко,[10][11]. Стреляли установки с высокой крутой горы — ассоциация с высоким крутым берегом в песне могла возникнуть у бойцов. Наконец, считается, что по песне оружию дал имя сержант штабной роты 217-го отдельного батальона связи 144-й стрелковой дивизии 20-й армии Андрей Сапронов (впоследствии — военный историк). Красноармеец Каширин, прибыв с ним вместе после обстрела Рудни на батарею, удивлённо воскликнул: «Вот это песенка!» «Катюша», — ответил Андрей Сапронов (из воспоминаний А. Сапронова в газете «Россия» № 23 от 21—27 июня 2001 года и в «Парламентской газете» № 80 от 5 мая 2005 года). Через узел связи штабной роты новость о чудо-оружии по имени «Катюша» в течение суток стала достоянием всей 20-й армии, а через её командование — и всей страны. 13 июля 2012 года ветерану и «крёстному отцу» «Катюши» исполнился 91 год, а 26 февраля 2013 года его не стало. На письменном столе он оставил свою последнюю работу — главу о первом залпе «Катюш» для готовящейся к печати многотомной истории Великой Отечественной войны.
- Название может быть связано с индексом «К» на корпусе миномёта — установки выпускались заводом имени Коминтерна[12][13][14][15]. А фронтовики любили давать прозвища оружию. Например, гаубицу М-30 прозвали «Матушкой», пушку-гаубицу МЛ-20 — «Емелькой». Да и БМ-13 поначалу иногда именовали «Раисой Сергеевной», таким образом расшифровывая сокращение РС (реактивный снаряд). Также возможно произошло мнемоническое соединение и словарная перегруппировка индекса «К» и номера 13 — «ка-тринадцать».

Помимо двух основных, существует также множество других, менее известных версий происхождения прозвища — от весьма реалистичных до имеющих чисто легендарный характер:
- В ходе битвы «Катюши» использовали исключительно М-8, в модификации «КАТ» (термитные), соответственно прозвище могло появиться от названия используемого снаряда.
- В советских войсках существовала легенда, будто прозвище «Катюша» произошло от имени девушки-партизанки, прославившейся уничтожением значительного количества гитлеровцев[14].
- Опытная эскадрилья бомбардировщиков СБ (командир Дояр) в боях на Халхин-Голе была вооружена реактивными снарядами РС-132. Эти самолёты иногда называли «Катюшами» — прозвище было получено ими в ходе гражданской войны в Испании[16].

## Аналогичные прозвища

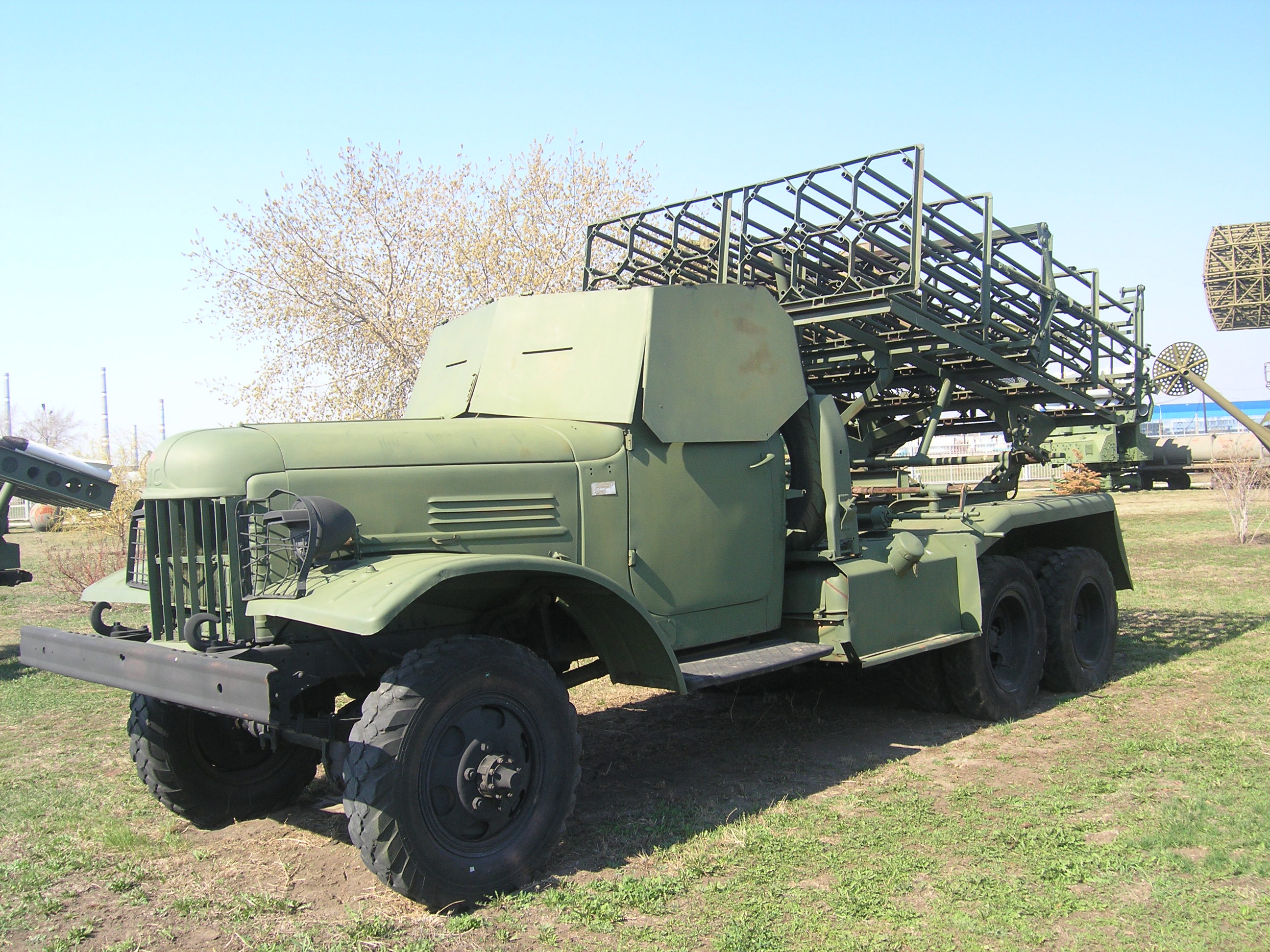
«Андрюша» — боевая машина БМ-31-12

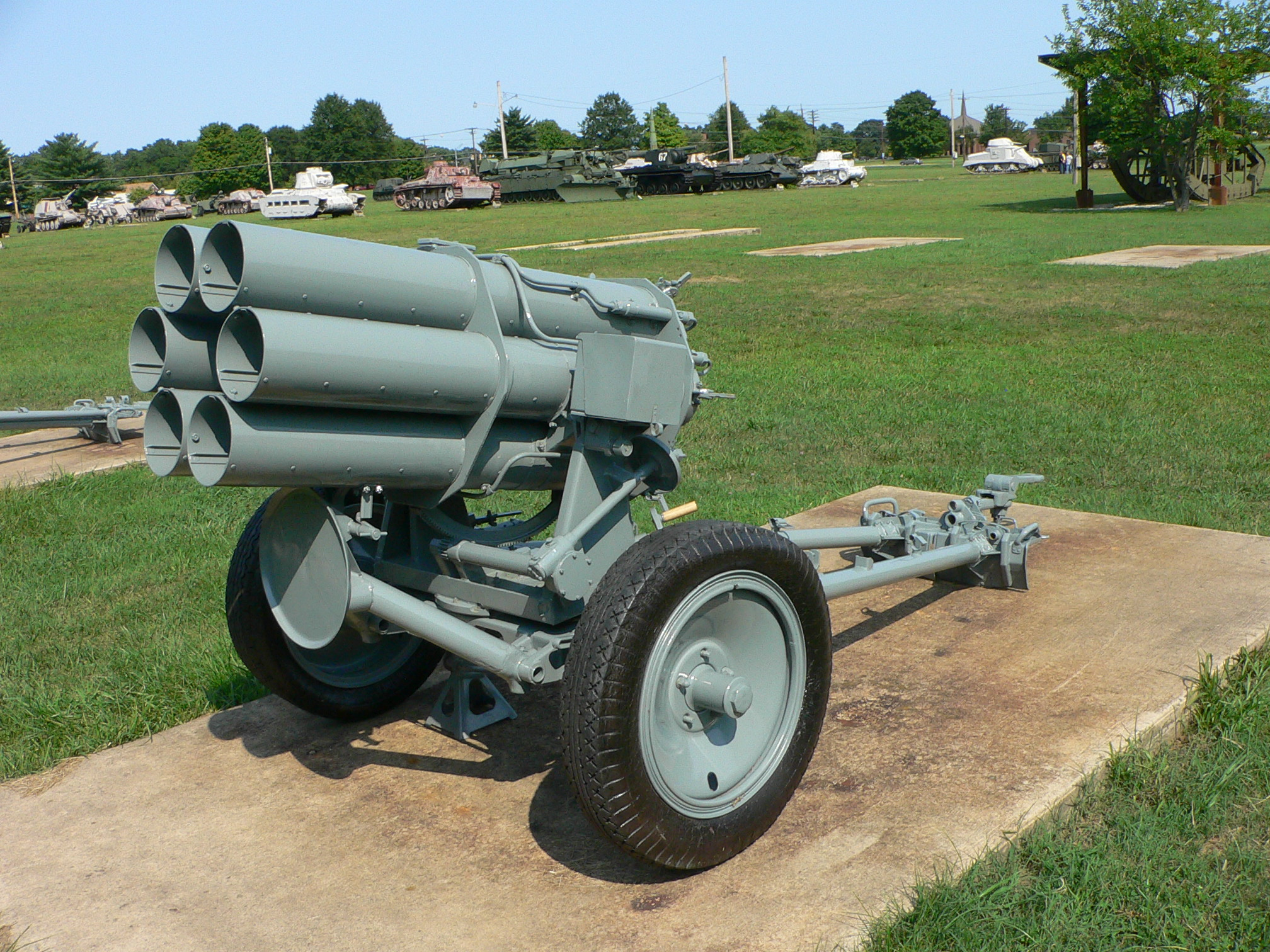
«Ванюша» — реактивный миномёт Nebelwerfer

Помимо получившего широчайшую известность во всём мире народного прозвища «Катюша», в отношении советских боевых машин реактивной артиллерии в период Великой Отечественной войны существовал также ряд его аналогов, менее известных.
Существует мнение, изложенное в англоязычных источниках, что боевая машина БМ-31-12, по аналогии с «Катюшей», получила у советских солдат прозвище «Андрюша», хотя, возможно, «Андрюшей» назывался М-30. Также весьма популярное, оно, однако, не получило столь значительных распространения и известности, как «Катюша», и не распространилась на другие модели пусковых установок; даже сами БМ-31-12 чаще называли «Катюшами», нежели собственным прозвищем. Вслед за «Катюшей» русским именем советские бойцы окрестили также немецкое оружие аналогичного типа — буксируемый реактивный миномёт 15 cm Nb.W 41 (Nebelwerfer), получивший прозвище «Ванюша». Кроме того, фугасный реактивный снаряд М-30, применявшийся с простейших переносных пусковых установок залпового огня рамного типа, впоследствии также получил несколько шутливых прозвищ аналогичного вида: «Иван Долбай», связанное с высокой разрушительной силой снаряда, и «Лука» — от имени персонажа Луки Мудищева из порнографической поэмы XIX века, в связи с характерной формой головной части снаряда; из-за явного непристойного подтекста шутки прозвище «Лука», имевшее определённую популярность у солдат, практически не получило отражения в советских прессе и литературе и осталось малоизвестным в целом.
Миномётные установки назывались «Маруся» (производное от МАРС — миномётная артиллерия реактивных снарядов), а на Волховском фронте назывались «гитарой».
Тогда как в советских войсках боевые машины БМ-13 и аналоги получили устойчивое прозвище «Катюша», в немецких войсках эти машины были прозваны «сталинскими орга́нами» (нем. Stalinorgel) — из-за ассоциации внешнего вида пакета направляющих реактивной установки с системой труб этого музыкального инструмента и из-за характерного звука, издававшегося при запуске реактивных снарядов. Советские установки данного типа получили известность под этим прозвищем, помимо Германии, также в ряде других стран — Дании (дат. Stalinorgel), Финляндии (фин. Stalinin urut), Франции (фр. Orgues de Staline), Норвегии (норв. Stalinorgel), Нидерландах (нидерл. Stalinorgel), Венгрии (венг. Sztálinorgona) и Швеции (швед. Stalins orgel).
Среди немецких солдат также распространилось и советское прозвище «Катюша» — Katjuscha. Из воспоминаний разведчика Н. П. Русанова известно о неадекватной реакции некоторых немецких солдат на это слово:
Когда подводили его (фельдфебеля) к своим, у штаба стояла «катюша». Только немец услышал это слово «катюша», сразу весь затрясся, кинулся в сторону, так что еле удержали. Сколько было смеху у нас, мальчишек ещё!.